# Белги

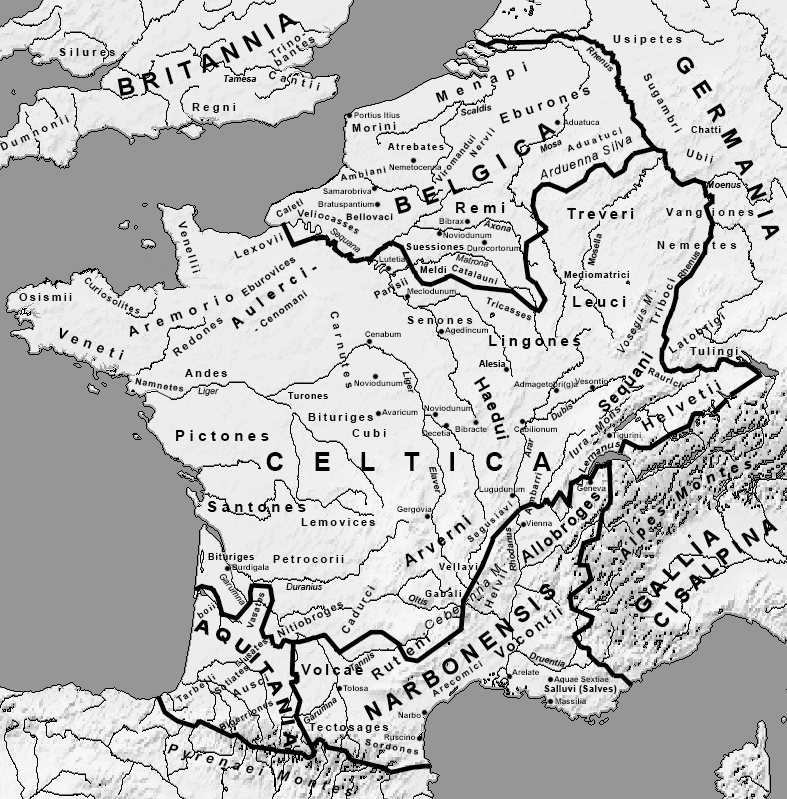
Галльские племена во времена Гая Юлия Цезаря

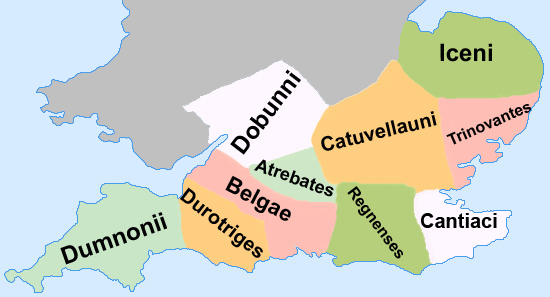
Белги на территории Южной Британии

Бе́лги (лат. Belgae) — группа племён (вероятно, смешанного происхождения), населявших на рубеже нашей эры Северную Галлию, а именно регион между Сеной, Рейном и Северным морем. В Римской империи южной части их ареала соответствовала провинция Белгика. В начале XIX века на основе данного этнонима было создано слово Бельгия.
Наиболее крупные из белгских племён: треверы, нервии, белловаки, суессионы, ремы, амбианы, атребаты, морины, менапии, адуатуки, эбуроны. Римские авторы именуют главный город белгов Дурокорторум (исходно белг. Kortryk → лат. Cortoriacum → Duro-Cortorum). Находился он в области проживания ремов (от чьего названия происходит современное название этого города — Реймс).
Племена белгов фрагментарно заселяли восточное и южное побережье Британии: согласно одной версии — примерно с 300 года до н. э., согласно другой — белги проникли в Британию не ранее конца II века до н. э. Также существует гипотеза о том, что по крайней мере часть белгов Британии (атребаты) мигрировала с континента уже после завоевания римлянами Галлии.

## Языковая принадлежность
Название «белги» представляет собой экзоним, то есть оно было дано племенами, которых белги вытеснили с занимаемой ими территории (вероятно, галлами или кимврами). Обычно объясняется из пракельтского как означающее «раздутые (гневом)».
В самом начале «Записок о Галльской войне» Цезарь подчёркивает, что галлы и белги говорят на разных языках. Традиционно племена белгов рассматриваются в качестве родственных кельтским и германским племенам. Часть историков предполагает преобладание среди данных племён кельтского компонента, другая — преобладание компонента германского (представленного выходцами с территории ясторфской культуры). Судя по данным топонимики, кельтский компонент преобладал в юго-западной части зоны расселения белгов, а германский — в северо-восточной. Например, адуатуки почти наверняка были германцами.
Наконец, сторонники гипотезы о Северо-западном блоке культур (СЗБ) настаивают на культурной и языковой самобытности многих северных белгов в качестве отличной от германцев и кельтов ветви индоевропейских народов (возможно, близкой к италийцам). Для обозначения языка носителей культур СЗБ предлагается, среди прочих, термин бельгский язык.

## Потеря независимости и дальнейшая судьба
Во время Галльских войн 58 − 51 годов белги были покорены Юлием Цезарем; позже, с 16 года до н. э., страна белгов стала дальней периферией римского государства; юго-западная её часть вошла в состав римской провинции Белгика с центром в городе Трир (позднее Белгика II), а северо-восточная часть — в состав образованной в 89 году н. э. римской провинции Нижняя Германия. Территория расселения белгов в Британии была завоевана римлянами в середине I века н. э.
В V веке, после завоевания Белгики франками, белги были частично уничтожены завоевателями, частично слились с ними. Эта территория заселялась германскими племенами — франками, отчасти также фризами и саксами, которые в значительной степени германизировали прежнее белго-римское население Северной Белгики (впоследствии ставшее составной частью фламандской народности); германизация белго-римского населения Южной Белгики была незначительной (здесь сложилась впоследствии валлонская народность).
В ирландских преданиях рассказывается, что когда-то Ирландией правил народ Фир Болг, в котором лингвист Т. Ф. О’Рахилли из-за сходства названия усматривал белгов. Археологическими данными присутствие белгов в Ирландии не подтверждается.